# Dawid Murek
Dawid Murek est un ancien joueur polonais de volley-ball né le 24 juillet 1977 à Międzyrzecz (voïvodie de Lubusz). Il mesure 1,96 m et jouait réceptionneur-attaquant. Il totalise 277 sélections en équipe de Pologne.

## Clubs
| Club                  | De        | À         |
| --------------------- | --------- | --------- |
| AZS Częstochowa       | 1996-1997 | 2000-2001 |
| Panathinaikos Athènes | 2001-2002 | 2004-2005 |
| Pallavolo Modène      | 2005-2006 | 2005-2006 |
| Jastrzębski Węgiel    | 2006-2007 | 2007-2008 |
| Skra Bełchatów        | 2008-2009 | 2008-2009 |
| AZS Częstochowa       | 2009-2010 | 2010-2011 |

## Palmarès
- Championnat du monde des moins de 21 ans (1)
  - Vainqueur : 1997
- Championnat d'Europe des moins de 21 ans (1)
  - Vainqueur : 1996
- Challenge Cup (1)
  - Vainqueur : 2012
- Championnat de Grèce (1)
  - Vainqueur : 2004
- Championnat de Pologne (3)
  - Vainqueur : 1997, 1999, 2009
  - Finaliste : 2001, 2007
- Coupe de Pologne (2)
  - Vainqueur : 1998, 2009
  - Finaliste : 1999, 2001, 2008
- Coupe de Grèce
  - Finaliste : 2003